# Pule
Pule (serbisch für Eselfohlen) ist ein serbischer Käse, der aus der Milch von Eseln hergestellt wird.

## Herstellung
Die für die Herstellung des Käses benötigte Milch wird von den 300 bis 500 im Naturreservat Zasavica lebenden Balkaneseln gewonnen. Die Balkanesel gelten als nahezu ausgestorben, ein weiterer Kleinbestand ist nur in Montenegro bekannt.
Die Esel werden dreimal täglich von Hand gemolken und die Milch schließlich in einem aufwendigen Verfahren verarbeitet. Jeder Esel gibt ca. 200 Milliliter Milch. Für einen Kilo hergestellten Käse werden 25 Liter Milch benötigt. Dies entspricht der Tagesmilchmenge von 125 Tieren.

## Aussehen und Geschmack
Der Pule hat die Form eines Kegelstumpfs und ein Gewicht von 50 g. Es handelt sich um einen weißen, bröckligen Käse. Geschmacklich wird er mit dem spanischen Manchego-Käse verglichen, der allerdings weniger kräftig schmeckt.
Die Eselsmilch gilt mit ihrem geringen Fettanteil von 1 % als sehr bekömmlich. Zudem ist der Vitamin-C-Gehalt um ein 60faches höher als der normaler Kuhmilch. Eselsmilch ist der menschlichen Muttermilch sehr ähnlich.

## Preise
Durch den aufwendigen Melkvorgang und der geringen täglichen Produktionsmenge beträgt der Literpreis der Milch 40 Euro. Daraus errechnet sich ein Kilopreis von 1.000 Euro, somit gilt Pule als eine der teuersten Käsesorten der Welt.

## Trivia
Wie der Stern im Dezember 2012 berichtete, kaufte der Tennisspieler Novak Đoković die Jahresproduktion des Jahres 2013, um den Pule-Käse in seiner Restaurantkette exklusiv anbieten zu können.